# Sergej Korjasjin
Sergej Korjasjin, född den 2 januari 1960, är en sovjetisk fäktare som tog OS-silver i herrarnas lagtävling i sabel i samband med de olympiska fäktningstävlingarna 1988 i Seoul.